# Katastrofa lotu Air India Express 812
Katastrofa lotu Air India Express 812 – katastrofa lotnicza, do której doszło 22 maja 2010 roku na terenie międzynarodowego portu lotniczego w Mangaluru w Indiach.

## Samolot
Katastrofie uległ samolot pasażerski Boeing 737-800 noszący fabryczny numer seryjny 36333. Samolot mógł zabierać na pokład do 189 pasażerów w dwóch klasach. Był napędzany przez dwa silniki turbowentylatorowe CFM56-7. Został oblatany w grudniu 2007 r. i przekazany przewoźnikowi lotniczemu Air-India Express w styczniu 2008 roku. Samolot nosił numer rejestracyjny VT-AXV. Feralnego dnia, kapitanem samolotu był Zlatko Glušica, a drugim pilotem był Harbinder Singh Ahluwalia.

## Przebieg katastrofy
Samolot B737-800 wykonujący lot rejsowy IX-812 leciał z Dubaju do Mangaluru. Boeing wystartował z lotniska w Dubaju 22 maja 2010 r. o godz. 1:35. Planowany przylot do Mangaluru miał nastąpić o godz. 6:30.
Do wypadku samolotu doszło nad ranem 22 maja 2010 r. na terenie międzynarodowego portu lotniczego w Mangaluru podczas podchodzenia do lądowania na kierunku 24. W trakcie lądowania padał lekki deszcz, widzialność wynosiła około 6000 m. Samolot zahaczył podwoziem o ogrodzenie lotniska, przeleciał odcinek 600 m nad pasem startowym 24 o długości 2900 m i przyziemił z bardzo dużym impetem o pas startowy, na skutek czego pękła jedna z opon podwozia głównego. Załodze nie udało się zapanować nad samolotem na mokrej drodze startowej; maszyna wyjechała z pasa na około 250 m, zniszczyła antenę ILS, wpadła na drzewa, zapaliła się i zsunęła ze zbocza. Pierwsze źródła podawały, że samolot rozbił się 10 km na północny wschód od lotniska.

## Przyczyny katastrofy
Po odsłuchaniu nagrań czarnych skrzynek, śledczy doszli do wniosku, że kapitan samolotu, spał przez większą część lotu. Gdy się obudził, był zbyt zdezorientowany by sprowadzić maszynę na ziemię. Zjawisko to nazywane jest inercją snu. Kapitan zdecydował się jednak na lądowanie w Mangaluru, pomimo iż drugi pilot odradzał wykonania tego manewru.

## Pasażerowie i załoga
| Kraj       | Pasażerowie | Załoga | Razem | Ofiary śmiertelne | Ocaleni |
| ---------- | ----------- | ------ | ----- | ----------------- | ------- |
| Indie      | 159         | 5      | 164   | 157               | 7       |
| Bangladesz | 1           | -      | 1     | -                 | 1       |
| Serbia     | -           | 1      | 1     | 1                 | -       |
| Razem      | 160         | 6      | 166   | 158               | 8       |